# Sua Majestade Imperial & Real Apostólica
Sua Majestade Imperial e Real Apostólica (abreviado como S.M.I.&.R.A) foi um tratamento duplo usado pelos imperadores da Áustria. Este tratamento se tornou famoso mundialmente durante o reinado de Francisco José I da Áustria e deixou de existir com o fim da monarquia da Áustria-Hungria.